# NGC 1783
NGC 1783 (również ESO 85-SC29) – gromada kulista, znajdująca się w gwiazdozbiorze Złotej Ryby, w Wielkim Obłoku Magellana. Odkrył ją John Herschel 13 grudnia 1835 roku. Jej wiek szacowany jest na 1,4 ± 0,2 miliarda lat.